# Dalton McGuinty (père)
Pour les articles homonymes, voir McGuinty et Dalton McGuinty.
 (juillet 2010).
Si vous disposez d'ouvrages ou d'articles de référence ou si vous connaissez des sites web de qualité traitant du thème abordé ici, merci de compléter l'article en donnant les références utiles à sa vérifiabilité et en les liant à la section « Notes et références ».
Dalton James McGuinty, Sr. (né le 13 août 1926 - mort le 16 mars 1990 à l'âge de 63 ans) est un professeur et un homme politique ontarien (canadien), député de la province de l'Ontario, circonscription de Ottawa-Sud de 1987 jusqu'à sa mort en 1990. 

## Biographie
Il est le père de Dalton Dalton McGuinty (fils) , premier ministre de l'Ontario depuis l'élection ontarienne de 2003 qui vient l'emporter au pouvoir au Parti libéral de l'Ontario et de David McGuinty, membre du Parlement du Canada, député fédéral de la circonscription de l'Ottawa-Sud fédérale depuis 2004. Il avait onze enfants.
McGuinty a été instruit à l'université Colgate à Hamilton (New York), puis l'Université d'Ottawa et École d'affaires de Harvard. Il a travaillé comme Professeur à Ottawa, et servi d'administrateur sur le panneau d'Ottawa de l'éducation de 1972 à 1985.
Il a été marié à une infirmière, Elizabeth Pexton, avec qui il a eu six fils et quatre filles.
Il a été élu député de la circonscription provinciale de Ottawa-Sud à l'Assemblée législative de l'Ontario lors de l'élection ontarienne de 1987,  défaisant facilement son adversaire du parti progressiste conservateur dans la circonscription d'Ottawa-Sud. Il est député d'arrière-ban durant le gouvernement de David Peterson.
Il est mort le 16 mars 1990,  à l'âge de 63 ans, à la suite d'une crise cardiaque survenue alors qu'il pelletait la neige dans son allée.
Après sa mort, on raconte souvent que ses onze enfants se sont réunis pour décider lequel d'entre eux devrait être candidat pour le remplacer ; son propre fils Dalton Junior fut sélectionné, et ce d'autant plus qu'ils avaient déjà 2 000 pancartes portant ce nom dans le garage. Son fils remporte l'investiture du Parti libéral de l'Ontario dans la circonscription Ottawa-Sud pour l'élection provinciale de 1990 et il est élu à l'Assemblée législative en tant que député de son ancienne circonscription.